# Zagrađe (Pleternica)
Zagrađe su naselje u Republici Hrvatskoj u Požeško-slavonskoj županiji, u sastavu grada Pleternice.

## Zemljopis
Zagrađe je smješteno oko 7 km južno od Pleternice,  susjedna naselja su Frkljevci i Kadanovci na sjeveru, Bučje na zapadu, Lovčić na jugu i Bilice na istoku.

## Stanovništvo
Prema popisu stanovništva iz 2011. godine Zagrađe je imalo 498 stanovnika.
| broj stanovnika | 373   | 392   | 398   | 481   | 528   | 702   | 706   | 812   | 845   | 809   | 780   | 692   | 612   | 556   | 569   | 492   | 366   |
|                 | 1857. | 1869. | 1880. | 1890. | 1900. | 1910. | 1921. | 1931. | 1948. | 1953. | 1961. | 1971. | 1981. | 1991. | 2001. | 2011. | 2021. |

## Sport
- NK Graničar nogometni klub